# Philip Voss
Pour les articles homonymes, voir Voss (homonymie).
Philip Voss, né le 20 août 1936 à Leicester et mort le 13 novembre 2020 à Watford, est un acteur anglais de théâtre, radio, télévision et cinéma.

## Filmographie
- 1974 : Frankenstein et le Monstre de l'enfer (Frankenstein and the Monster from Hell) de Terence Fisher : Ernst
- 1980 : Hopscotch
- 1983 : Octopussy : le commissaire-priseur
- 1986 : Lady Jane : Herald
- 1990 : Mountains of the Moon : Colonel Rigby
- 1992 : Northern Crescent
- 1993 : The Secret Rapture
- 1994 : Quatre Mariages et un enterrement
- 1996 : La Rage de vivre (Indian Summer) : Duncan
- 2013 : Il était temps (About Time)